# Ladná
Ladná (německy Rampersdorf) je obec v okrese Břeclav v Jihomoravském kraji. Leží na jihu Moravy severně od okresního města Břeclavi. Katastrální území obce má výměru 1005,88 ha. Je zde evidováno 13 ulic a 481 adres. Žije zde přibližně 1 300 obyvatel.

## Název
Vesnice se na počátku své existence jmenovala Reinbrechtsdorf ("Reinbrechtova ves" - osobní jméno v základu zřejmě náleželo podivínskému rychtáři). Od roku 1547 je v němčině doložena podoba Landsdorf, která vznikla rozlišením trojího -r- na L- v první slabice a přikloněním začátku jména ke slovu Land ("země"). Z tohoto vznikla počeštěná podoba Lanštorf užívaná do druhé světové války. V první čtvrtině 18. století bylo v němčině zavedeno jméno Rampersdorf vycházející z podoby Remprechtsdorf užívané ve 14. století a vzniklé zkomolením původního jména. Po druhé světové válce bylo přijato nové české jméno Ladná opírající se podstatné jméno lado ("neobdělávaná země").

## Historie
První písemná zmínka o obci, která až do roku 1950 nesla český název Lanštorf, pochází z roku 1271 (de Reinprehstorf). Současný název získala obec k 4. květnu 1950. Ze srovnání historických a podrobných současných map vyplývá, že nepatrná část moderního katastru Ladné (území na pravém břehu Dyje) náležela do roku 1920 v rámci tzv. Valticka k Dolním Rakousům jako součást katastru Charvátské Nové Vsi, přičemž k Ladné byly dotyčné pozemky připojeny až někdy během druhé poloviny 20. století.

## Obyvatelstvo
| Rok            | 1869 | 1880 | 1890 | 1900 | 1910  | 1921  | 1930  | 1950  | 1961  | 1970  | 1980  | 1991  | 2001  | 2011  | 2021  |
| -------------- | ---- | ---- | ---- | ---- | ----- | ----- | ----- | ----- | ----- | ----- | ----- | ----- | ----- | ----- | ----- |
| Počet obyvatel | 633  | 699  | 765  | 939  | 1 037 | 1 062 | 1 179 | 1 124 | 1 272 | 1 297 | 1 307 | 1 227 | 1 228 | 1 218 | 1 181 |
| Počet domů     | 112  | 119  | 134  | 167  | 194   | 204   | 285   | 316   | 331   | 352   | 371   | 413   | 418   | 444   | 479   |

## Obecní správa
Mezi lety 1869–1976 Ladná byla obcí v okrese Hodonín (1869–1930) a později v okrese Břeclav. Od 1. srpna 1976 do 30. června 2006 patřila jako část města k Břeclavi a od 1. července 2006 je opět samostatnou obcí.

### Obecní symboly
Znak a vlajka byly obci uděleny rozhodnutím předsedy Poslanecké sněmovny Parlamentu České republiky dne 22. října 2008.

## Doprava
Územím obce prochází dálnice D2 a silnice II/425 v úseku Hustopeče - Břeclav. Dále tudy vedou silnice III. třídy:
- III/00221 ze silnice II/425 na Břeclav
- III/00222 do obce

## Pamětihodnosti
- Kostel svatého Michaela archanděla – chrám v novorománském stylu z roku 1912, vystavěný dle návrhu architekta Karla Weinbrennera
- Kaple svatého Michala – obdélná stavba se zvonicí z roku 1849
- Poklona svatého Vendelína z 2. poloviny 18. století
- Boží muka u nádraží z přelomu 18. a 19. století
- Poklona svaté Anny - výklenková kaple z roku 1894

## Osobnosti
- Ondřej Michlovský (1868–1936), obecní starosta, zemský poslanec za agrární stranu
- Marek Šoška (*1998), český politik, právník a marketér

## Společenský život
Samospráva obce od roku 2017 vyvěšuje 5. července moravskou vlajku. 

## Ukázka místního nářečí
| „ | Jag bívali richtáři, tak jak to biṵo, ludé sa mezi sebú škorpili dicki, jag bívali volbi. Bívali veřejné. To bili tři strani; na tři kurije sa voliṵo: tí velicí sedláci, chaṵupňíci a třeťí hofeři. U nás bivali dicki dvje strany šohajofci a michlofčáci, keří mívali takovich kortešú a tich voličú zháňali fšelijakíma vípṵatkama za pivo za gořaṵku, za guláše a potom sa voliṵo. Tenkrát (1880) postavili tú raďňicu, f keréj je zasaďená paměťňí deska, kerá tam hṵásá, jak máme mezi sebú bit sforňí a laskaví, ale to sa ňigdi neplňiṵo. Kerá strana ve volbách vihráṵa, tak tá také druhú stranu utṵačovaṵa. já diš sem biṵ tag mṵadí, tak, sem to viďéṵ na vlasňí oči, jak sa to ďíṵo. | “ |

## Galerie

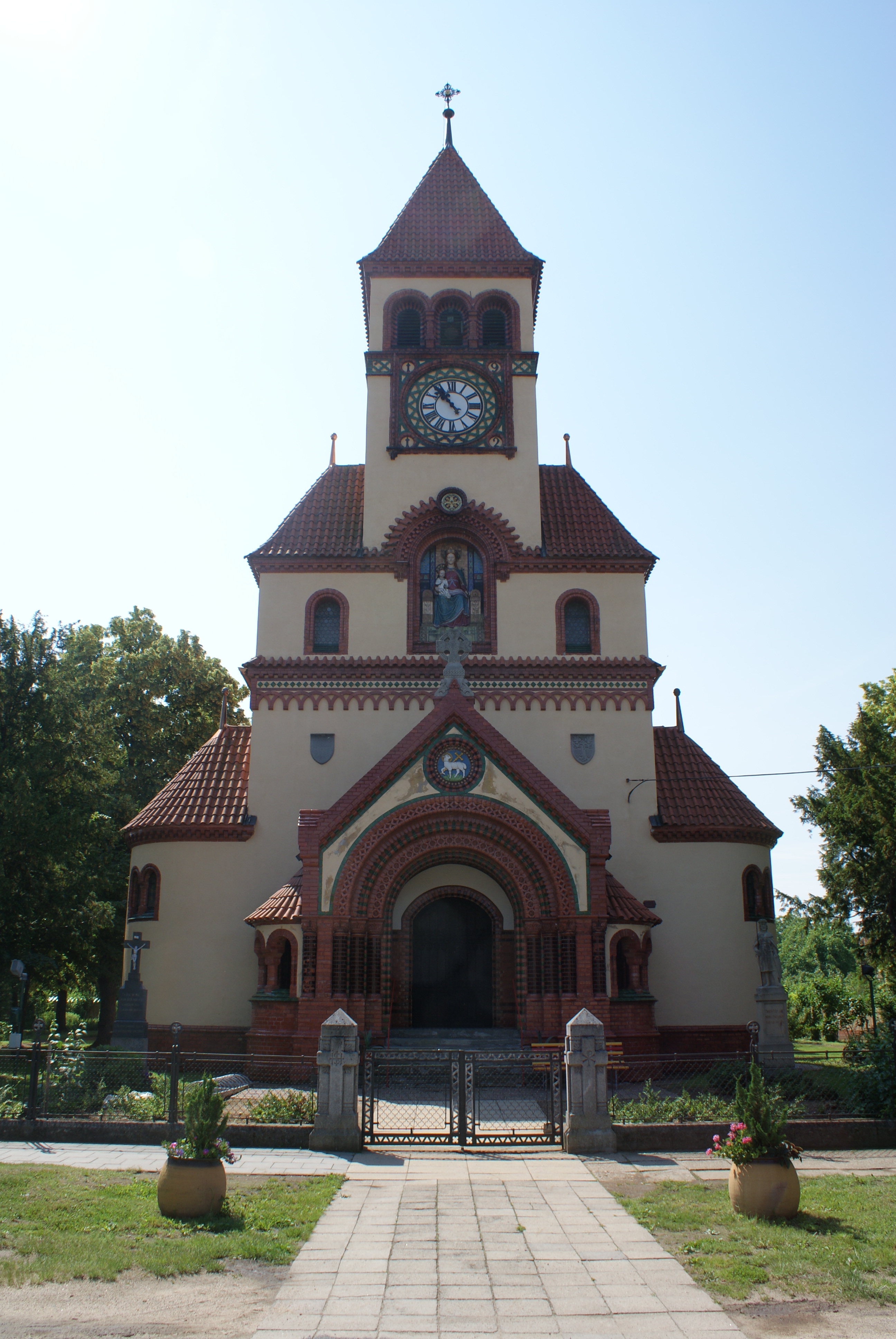
Kostel svatého Michaela archanděla
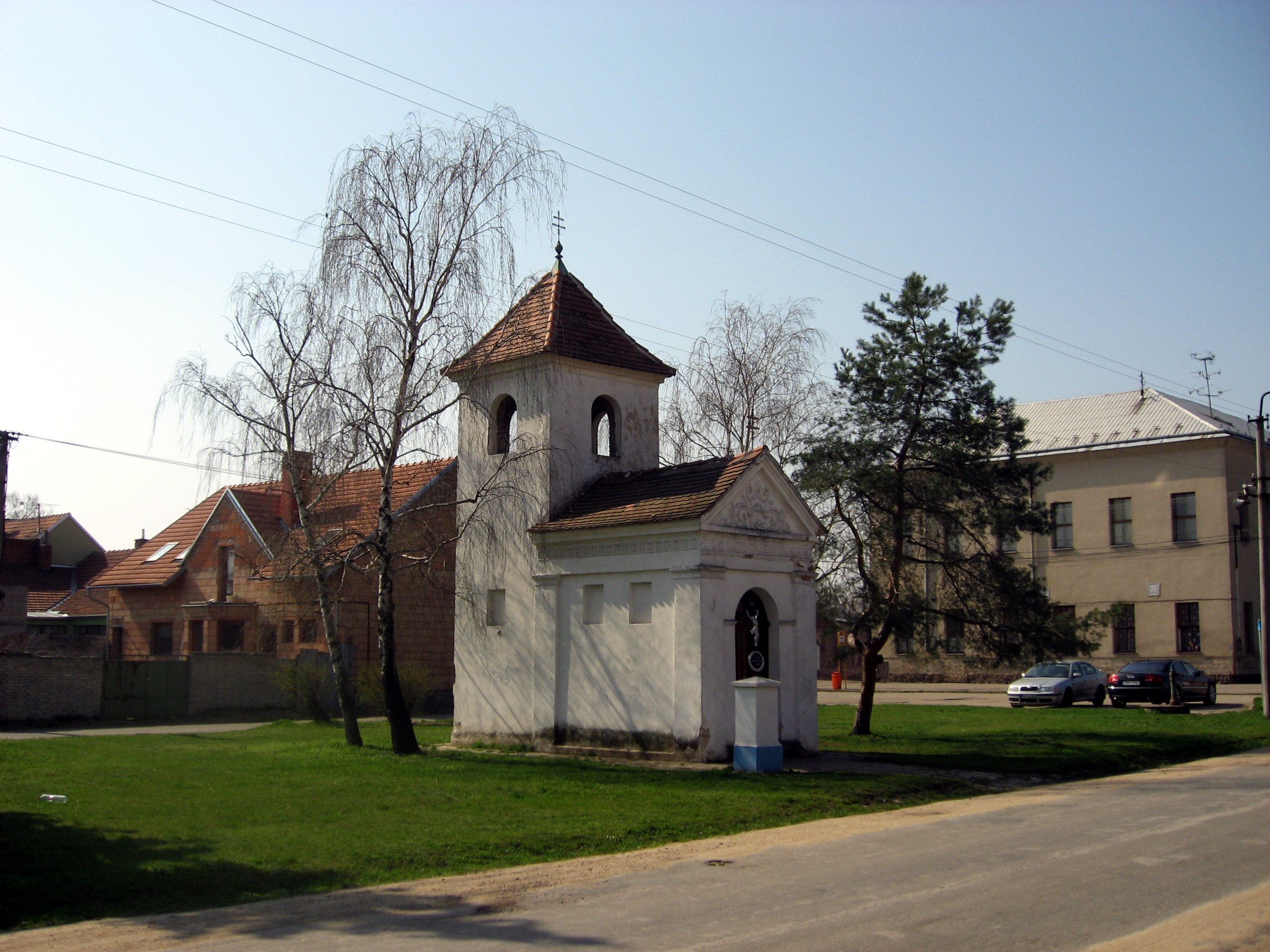
Kaple svatého Michala
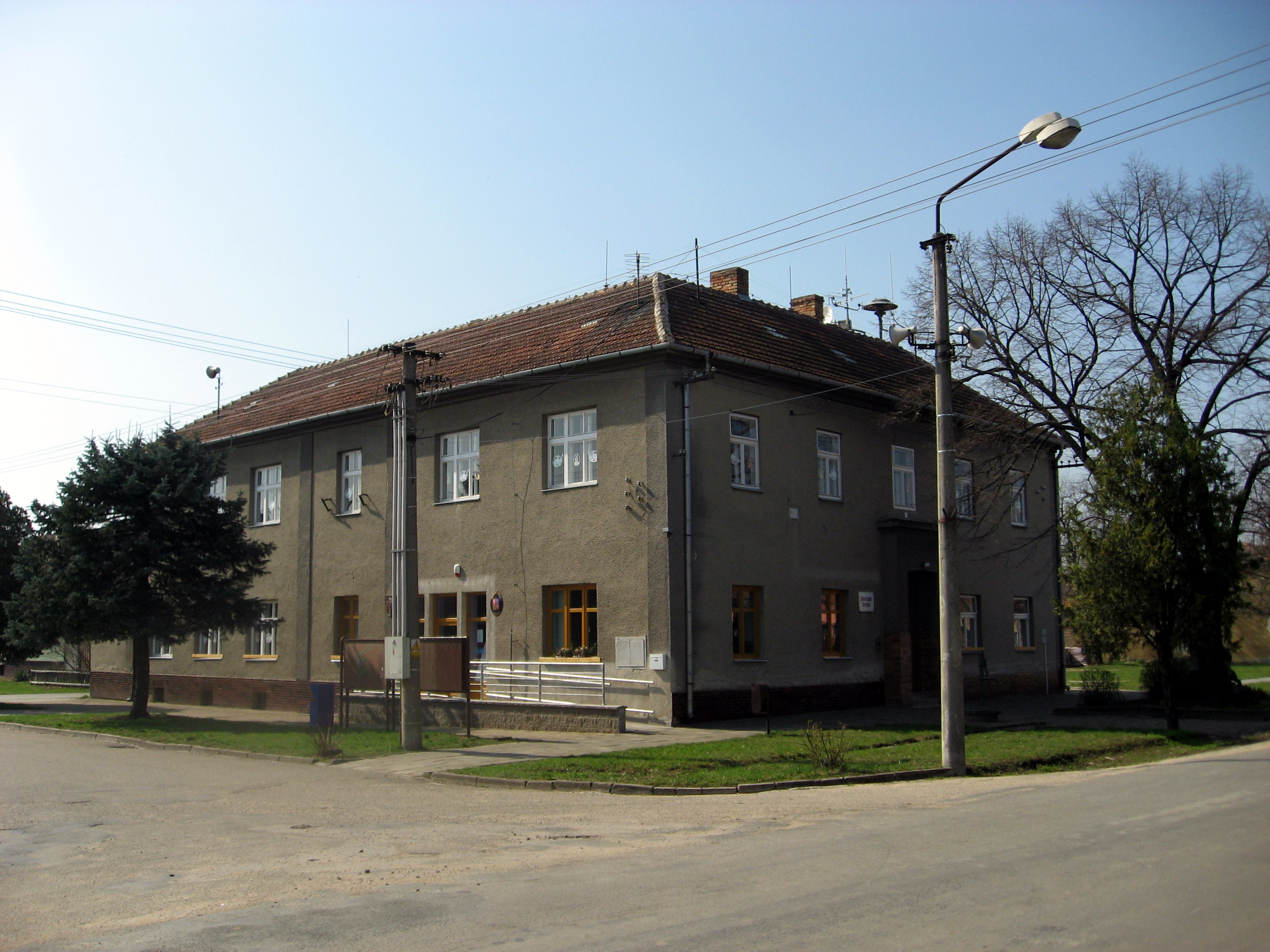
Základní škola
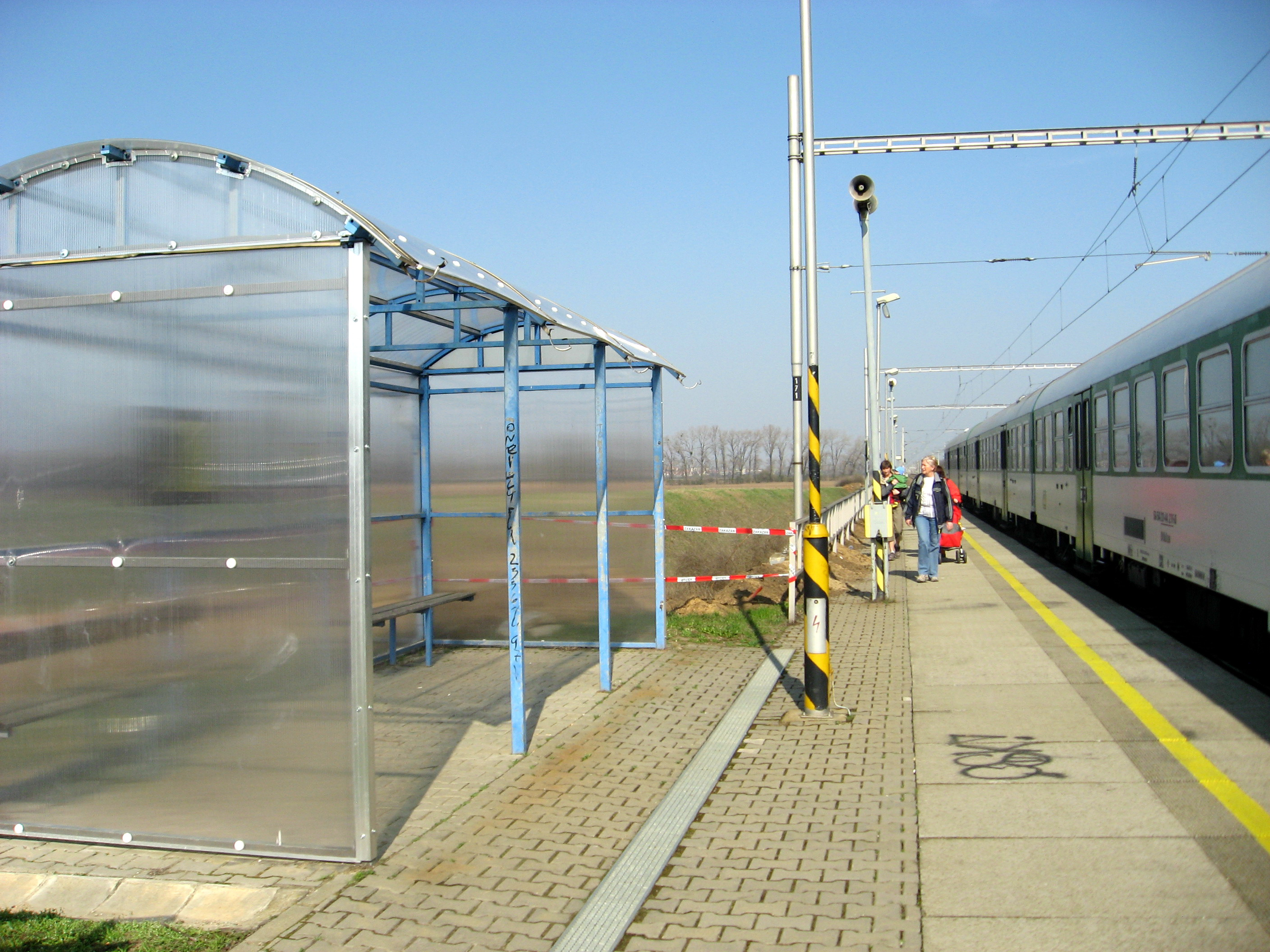
Železniční zastávka